# Achrysocharoides subcollaris
Achrysocharoides subcollaris är en stekelart som beskrevs av Kamijo 1990. Achrysocharoides subcollaris ingår i släktet Achrysocharoides och familjen finglanssteklar. Inga underarter finns listade i Catalogue of Life.